# Józef Klukowski (rzeźbiarz)
Józef Klukowski (ur. 2 stycznia 1894 w Repelce k. Grodna, zm. 1944 lub 1945) – major artylerii Wojska Polskiego, artysta rzeźbiarz, malarz, grafik i dekorator.

## Życiorys
Urodził w rodzinie Ildefonsa i Heleny z Trusiewiczów. Ukończył Korpus Kadetów w Połocku oraz Michajłowską Szkołę Artyleryjską w Petersburgu. Służył w wojsku rosyjskim, następnie na przełomie 1917 i 1918 roku w I Korpusie Polskim w Rosji, za co został odznaczony Krzyżem Walecznych. W latach 1918–1930 służył w Wojsku Polskim. Od czerwca 1919 do października 1920 roku był dowódcą 5 Dywizjonu Artylerii Konnej. W 1934 roku pozostawał w ewidencji Powiatowej Komendy Uzupełnień Warszawa Miasto III. Posiadał przydział do Oficerskiej Kadry Okręgowej Nr I. Był wówczas „przewidziany do użycia w czasie wojny”.
Uprawiał rzeźbiarstwo, metaloplastykę, grafikę i sztuki stosowane. Uczył się w Szkole Sztuk Pięknych w Warszawie (1919), ASP w Krakowie (1922), szkole A. Lhote’a w Paryżu (1928–1932) oraz w Londynie. Dwukrotny medalista olimpijski w Olimpijskim Konkursie Sztuki i Literatury. W 1932 w Los Angeles zdobył złoty medal za rzeźbę Wieńczenie zawodnika. Cztery lata później w Berlinie zdobył srebrny medal za płaskorzeźbę Piłkarze.
W latach 1942–1943 przebywał w Sudole i w Nagłowicach u Radziwiłłów. Brał udział w powstaniu warszawskim. Po jego upadku został aresztowany i wywieziony do obozu w Sachsenhausen-Oranienburg. Zginął w 1944 lub 1945 w obozie koncentracyjnym pod Berlinem. 
Większość jego prac uległa zniszczeniu podczas II wojny światowej. Kilka zachowało się w Muzeum Narodowym w Kielcach: Portret Kielbassa, Portret Michała Radziwiłła, Martwa natura z cebulą, Martwa natura z czerwoną papryką, Pejzaż, oraz cztery prace w Dziale Rycin (dwa drzeworyty, rysunek i monotypia).

## Osiągnięcia
- 1932 – złoty medal w Olimpijskim Konkursie Sztuki i Literatury w Los Angeles za rzeźbę Wieńczenie zawodnika
- 1936 – srebrny medal w Olimpijskim Konkursie Sztuki i Literatury w Berlinie za płaskorzeźbę Piłkarze

## Ordery i odznaczenia
- Krzyż Walecznych[2]
- Złoty Krzyż Zasługi (8 września 1932)[4]
- Medal Pamiątkowy za Wojnę 1918–1921[1]
- Medal Dziesięciolecia Odzyskanej Niepodległości[1]
- Brązowy Medal za Długoletnią Służbę[1]